# Elezione presidenziale in Albania del 2017
L'elezione presidenziale in Albania del 2017 si svolse tra il 19 e il 28 aprile.
Il presidente uscente è Bujar Nishani; risulta eletto, al IV scrutinio, Ilir Meta, con 87 voti.

## Contesto
L'opposizione parlamentare guidata dal democratico Lulzim Basha non prese parte all’elezione, a causa del boicottaggio generale del Parlamento annunciato durante le proteste del 2017.

## Elezione
Durante il primo turno del 19 aprile 2017, il secondo turno del 20 aprile 2017 e il terzo turno del 27 aprile 2017 non si sono svolte votazioni perché non furono proposti candidati. Per l'elezione di un candidato nei primi tre turni era necessaria una maggioranza di tre quinti su 140 membri del Parlamento.
Al quarto turno, il 28 aprile 2017, il Presidente dell’Assemblea Ilir Meta, del LSI, è stato eletto Presidente dell'Albania, in cui era necessaria solo la maggioranza assoluta di 71 voti su 140 membri del Parlamento per l'elezione di un candidato. 87 dei parlamentari hanno votato per Meta e solo 2 contrari.